# Нил, Джеймс (военный)
Дже́ймс Кли́нтон Нил (англ. James Clinton Neill, ок. 1790 — 31 марта 1848) — американский военный и политик XIX века. Наиболее известен благодаря своей роли в Техасской революции.

## Личная жизнь и карьера
Джеймс Нил родился в Северной Каролине. Призван в армию 20 сентября 1814 года, демобилизовался — 10 апреля 1815 года. Участвовал в войне Крик, был ранен в битве у Подковной излучины. Командовал ротой в батальоне пехотной милиции Теннесси под командованием майора Уильяма Вудфолка.
Проживал в Теннесси с женой Маргарет Гарриет, которая родила ему трёх детей — Джорджа Джефферсона Нила (род. 1804), Сэмюэла Клинтона Нила (род. 1815) и Гарриет (род. 1820).

## Техасская республика
В дальнейшем он перевёз свою семью из Теннесси в Алабаму, где Нил служил в законодательном собрании штата, а затем в Техас. В Техасе семья поселилась в третьей колонии Стефена Остина, где ей был предоставлен земельный надел в 4428 акров. Поселение находилось в районе Виеска, сейчас это округ Мейлем. В качестве представителя своего района участвовал Техасской конвенции 1833 года.

## Техасская революция
Благодаря своим прошлым армейским навыкам Нил немного разбирался в артиллерии. В 1834 году его семья перебирается в Майну, что находится в современном округе Бастроп. 28 сентября 1835 года, когда вооружённый конфликт с войсками Антонио Лопеса де Санта-Анны становился уже неизбежным, он вступает в ряды техасской милиции в чине капитана артиллерии. 2 октября 1835 года он участвует в битве при Гонсалес. Техасец Джон Дженкинс зафиксировал, что именно Нил выстрелил из знаменитой пушки «Come and Take It» пушки — «первый выстрел Техасской революции». С 5-го по 10 декабря батарея Нила вела огонь прикрытия во время штурма Сан-Антонио-де-Бехар. Нил и его команда переправили пушку через реку Сан-Антонио и вели отвлекающий огонь по форту Аламо.
7 декабря, верховный совет Техаса присвоил Нилу звание подполковника артиллерии регулярной техасской армии. Для усиления огневой мощи его батарея была пополнена несколькими трофейными орудиями. В итоге под его командованием оказалось более двадцати единиц пушек. Один из его соседей, Ди Си Баррет, отрекомендовал Нила главнокомандующему техасской армии Сэму Хьюстону: «Возраст и опыт командования вместе со званием, выглядят достаточным основанием для его назначения старшим офицером». 21 декабря 1835 года Хьюстон назначил Нил командующим гарнизоном миссии Аламо в Сан-Антонио-де-Бехаре. Приказ также предписывал Нилу составить для Хьюстона рапорт о текущем положении дел и сообщить о том, что нужно для улучшения обороноспособности города.
Обеспечение техасского гарнизона было в жалком состоянии. К 6 января 1836 года там осталось около сотни солдат. Нил пишет временному правительству: «Даже если бы здесь был хотя бы один доллар мне об этом было бы неизвестно». Нил запрашивал дополнительные войска и снабжение, угрожая тем, что гарнизон не сможет выдержать осаду дольше 4 дней. В техасском правительстве царил беспорядок, никто не мог оказать помощи. Только командовать техасской армией вызвались — сразу четверо разных людей. 14 января Нил обратился непосредственно к Хьюстону с просьбой помочь собрать амуницию, одежду и обеспечить снабжение.
17 января 1836 года в Аламо прибывает Джеймс Боуи с предложением от Хьюстона демонтировать артиллерию и взорвать форт. Хьюстон также обратился к временному правительству с просьбой ратифицировать его приказы. Хьюстон направил Боуи в Бехар поскольку доверял его мнению. Однако вместо того, чтобы покинуть Аламо и передислоцироваться в Гонсалес или Копано-Бей, Боуи и Нил решают его защищать. Боуи, под впечатлением лидерских качеств Нила, пишет: «Ни один другой человек в армии не смог бы удержать людей на этом посту, находящемся в таком запущенном состоянии». И несмотря на приказы Хьюстона разрушить Аламо как объект не подлежащий защите, Нил и Боуи клянутся: «…мы скорее погибнем в этих стенах, чем сдадим их неприятелю». Вместе с тем Нил по прежнему остро нуждался в снабжении и в солдатах.
11 февраля Нил покинул Аламо, предположительно для набора дополнительных подкреплений и обеспечения снабжения гарнизона. Он передал командование Тревису, как старшему по званию офицеру регулярной армии из оставшихся в крепости. Нил планировал вернуться 6 марта, в день когда крепость пала под ударами мексиканских войск. В день битвы он достиг Гонсалеса, где выписал личный ваучер на 90 долларов, чтобы купить медикаменты для солдат гарнизона Аламо.
13 марта он присоединился к армии Сэма Хьюстона, отступающей к реке Бразос. Не имея возможности транспортировать орудия, Хьюстон приказывает утопить их в реке Гуадалупе перед тем, как покинуть Гонсалес. Техасская армия осталась без артиллерии. Эта ситуация изменилась 11 апреля, когда в техасский лагерь прибыли две шестифунтовые пушки «Сёстры-близнецы» — подарок жителей Цинциннати, штат Огайо. Поскольку Нил был старшим по званию артиллерийским офицером, Хьюстон назначил его командующим вновь созданного артиллерийского корпуса. 20 апреля он руководил «сёстрами» в преддверии битвы при Сан-Хасинто. Огонь его арткорпуса отбросил мексиканские передовые части пытавшиеся обследовать лес, в котором скрывалась армия Хьюстона. Тогда же он был серьёзно ранен шрапнелью в бедро.
После обретения независимости Нил продолжил служить Техасу. В 1838 году правительство предоставило ему земельный надел в округе Харрисбург (сейчас это округ Харрис) за заслуги перед республикой. На следующий год он выдвигал свою кандидатуру на должность генерал-майора милиции, но проиграл Феликсу Хьюстону. В 1842 году он возглавлял экспедицию против индейцев в верховьях реки Тринити. В 1844 году, благодаря полученному экспедиции опыту, Нил становится посредником в отношениях с индейцами. В 1845 году конгресс назначает ему пожизненный пенсион в 200 $ за ранение, полученное при Сан-Хасинто.
Нил скончался в 1848 году у себя дома, в Спринг Крик, округ Наварро.

## Комментарии
1. ↑  Стефен Фуллер Остин считается основателем первого удачного англоязычного поселения на территории Мексиканского Техаса. Своего рода отцом-основателем американского Техаса. Более подробно об этом можно прочесть в его биографии.
2. ↑  Спустя неделю после того как Нил отправил письмо, правительство объявило губернатору импичмент, который в свою очередь пытался распустить правительство. Временная конституция, действовавшая в тот период, не позволяла какой-либо партии предпринимать подобные действия, и никто в Техасе тогда не мог найти ответственного[6].
3. ↑  Сэм Хьюстон, Джеймс Фэннин, Фрэнк Джонсон и доктор Джеймс Грант[7].